# Faustball-Europameisterschaft 1970
Die 2. Faustball-Europameisterschaft der Männer fand am 5. und 6. September 1970 in Olten (Schweiz) statt. Die Schweiz war zum ersten Mal Ausrichter der Faustball-Europameisterschaft der Männer.

## Spiele
Die angegebenen Anspielzeiten sind die laut Plan vorgegebenen. Es sind bislang nur einige Spielergebnisse bekannt.
| Sonnabend, 5. September 1970, | 14:20 Uhr | Italien    | – | Schweiz    |               |
| Sonnabend, 5. September 1970, | 15:00 Uhr | Österreich | – | DDR        | 22:32 (13:15) |
| Sonnabend, 5. September 1970, | 15:40 Uhr | Schweiz    | – | BRD        |               |
| Sonnabend, 5. September 1970, | 16:20 Uhr | Italien    | – | Österreich |               |
| Sonnabend, 5. September 1970, | 17:00 Uhr | DDR        | – | BRD        | 23:33 (13:15) |
|                               |           |            |   |            |               |
| Sonntag, 6. September 1970,   | 08:30 Uhr | Italien    | – | DDR        | 17:46         |
| Sonntag, 6. September 1970,   | 09:10 Uhr | Schweiz    | – | Österreich |               |
| Sonntag, 6. September 1970,   | 09:50 Uhr | Italien    | – | BRD        |               |
| Sonntag, 6. September 1970,   | 10:30 Uhr | Schweiz    | – | DDR        | 25:40         |
| Sonntag, 6. September 1970,   | 11:10 Uhr | Österreich | – | BRD        |               |

## Platzierungen
| Rang | Land                            | Punkte | Bälle   |
| ---- | ------------------------------- | ------ | ------- |
| 1.   | Bundesrepublik Deutschland      | 8:0    | 169:084 |
| 2.   | Deutsche Demokratische Republik | 6:2    | 141:097 |
| 3.   | Österreich                      | 4:4    | 140:101 |
| 4.   | Schweiz                         | 2:6    | 097:145 |
| 5.   | Italien                         | 0:8    | 073:193 |

Kader der Mannschaften:
|  | BRD: Hansfried Heinrichs, Werner Gehringer, Dirk Beißmann (alle TSV Pfungstadt), Fritz Pannewig, Udo Berns (beide TV Westfalia Hamm), Peter Sievers (TuS Hamburg), Helmut Weiß (TSG Benrath), Peter Lütje (TK Hannover) Trainer: Walter Guttenberger |
|  | DDR: Jürgen Kern (Motor Schleusingen), Herbert Steudte, Roland Posselt, (beide ISG Hirschfelde), Gerhard Beer, Wolfgang Ehrlich (beide Chemie Zeitz) Trainer: Horst Steudte, Mannschaftsbetreuer: Dr. Walter Scheibe                                 |